# 2658 Gingerich
2658 Gingerich eller 1980 CK är en asteroid i huvudbältet som upptäcktes den 13 februari 1980 av Harvard College Observatory. Den är uppkallad efter astronomen Owen Gingerich.
Asteroiden har en diameter på ungefär 11 kilometer.